# Julian Koechlin
Julian Koechlin (* 1992 in Basel) ist ein Schweizer Schauspieler.

## Leben
Julian Koechlin wuchs als Sohn des Schweizer Kommunalpolitikers Michael Koechlin, der als Kulturchef unter dem ehemaligen Regierungspräsidenten Guy Morin die Basler Kulturpolitik mitverantwortete, in Riehen (Kanton Basel-Stadt) auf und machte sein Fachabitur an der Fachmaturitätsschule Basel im Fachbereich Kunst und Gestaltung. Anschließend arbeitete er ein Jahr als Bühnentechniker am Theater Neumarkt in Zürich.
Erste Bühnenerfahrungen sammelte er bei einem Maturprojekt am Gymnasium Bäumlihof, bei Schillers «Die Räuber» an der Fachmaturitätsschule und bei der Allschwiler Laienspielbühne «Zum schwarzen Gyger», der er sich kurz nach der Matura anschloss. Von 2013 bis 2018 absolvierte er sein Schauspielstudium an der Hochschule der Künste Bern. 2015 war er Förderpreisträger des Migros-Kulturprozents und erhielt 2016 den Förderbeitrag der Armin Ziegler Stiftung.
Während seines ersten Studienjahrs spielte Julian Koechlin bereits am Schauspielhaus Basel in «Biedermann und die Brandstifter» (Regie: Volker Lösch). In der Spielzeit 2016/17 war er am Luzerner Theater engagiert. 2018 gastierte er am Stadttheater Bern als Maler Wagin, der sich in die Frau eines Chemikers verliebt, in «Kinder der Sonne» von Maxim Gorki. Seit der Spielzeit 2018/19 ist er festes Ensemblemitglied am Theater Aachen, wo er u. a. in Georg Büchners «Lenz», sowie den Holländer-Michel in «Das kalte Herz» und den Gunther in «Die Nibelungen» spielte.
Neben dem Theater stand Koechlin auch für verschiedene Film- und TV-Produktionen vor der Kamera, bei denen er u. a. mit Giacun Caduff, Michael Schaerer (in dessen Fernsehspielfilm «Lina», der bei den Solothurner Filmtagen mit dem Publikumspreis ausgezeichnet wurde), Marcel Gisler und Roland Suso Richter arbeitete sowie eine Serienrolle als „schüchterner Jugendlicher, der ständig seine Umgebung filmt“, in der SRF-Krimiserie «Wilder» übernahm. Im Debütfilm «Lasst die Alten sterben» (2017) des Schweizer Regisseurs Juri Steinhart, in dem er auch seine erste Nacktszene hatte, spielte er Manuel, den besten Kumpel der männlichen Hauptfigur Kevin (Max Hubacher). In der TV-Reihe «Der Zürich-Krimi» (2021) spielte er den jungen Banker Gero Hochegger. In der 18. Staffel der ZDF-Serie «SOKO Köln» (2022) übernahm er eine der Episodenrollen als tatverdächtiger stadtbekannter Kleindealer Till Börsel.
Julian Koechlin, der mehrere Instrumente, u. a. Gitarre, spielt, lebt aktuell (Stand: Februar 2022) in Aachen.

## Filmografie (Auswahl)
- 2014: 20 Regeln für Sylvie (Kinofilm)
- 2016: Lina (Fernsehfilm)
- 2017: Wilder (Fernsehserie, Serienrolle)
- 2018: Mario (Kinofilm)
- 2020: Tatort: Züri brännt (Fernsehreihe)
- 2020: Von Fischen und Menschen (Kinofilm)
- 2021: Der Zürich-Krimi: Borchert und der eisige Tod (Fernsehreihe)
- 2021–2024: Neumatt (Fernsehserie, Serienrolle)
- 2022: SOKO Köln (Fernsehserie, Folge Mordsgeschichten)
- 2023: Hotel Mondial (Fernsehserie, Serienrolle)
- 2024: Münter & Kandinsky